# Nava Macmel-Atir
Nava Macmel-Atir (en hebreo: נאוה מקמל-עתיר‎; Ramat Gan, 27 de agosto de 1964) educadora, dramaturga, novelista y poetisa israelí. 
A los veinte años trabajó como poetisa infantil en una columna de Yom Ha'atzmaut. En 1990, tras publicar su poema Vuelve Mija ( מיכה שוב) dedicado a Mija Granit, quien falleció en la guerra de Yom Kipur, la entrevistó Yehuda Atlas para 7 Días (שבעה ימים) en la edición semanal dedicada a Yom Hazikarón.
En 2000, publicó su primer libro, Ayelet zambulléndose (איילת צוללת). Uno de sus libros más famosos es La joya de Adi ( העדי של עדי), basado en la historia real de un superviviente del Holocausto, y adaptado al teatro por Macmel-Atir. El libro fue mención especial en el "Ze'ev Prize" y obtuvo el tercer premio de la "Lista nacional de libros infantiles" del Ministerio de Educación de Israel y la asociación de editores israelíes. También su libro de 2004 Rey de la Montaña (מלך ההר), basado en una histortia real sobre un compañero de clase ha sido adaptado para una obra teatral. En 2005, consiguió el Premio Ze'ev por Derecho de paso (מבחן קבלה). Su libro La chica del balcó de enfrente ( הנערה במרפסת ממול) de 2006 también fue adaptado al teatro y la propia Macmel-Atir actuó en la obra
Su primera novela para adultos, Ot me-Avshalom (אות מאבשלום) publicada en 2009 por Yediot Books, fue un best-seller que llegó a vender más de 20.000 tres meses después de su publicación.

## Obra

### Adulto
- "אות מאבשלום" - ISBN 978-965-482-889-5
- "הנערה במרפסת ממול - ISBN 978-965-482-356-2

### Infantil
- "הפתעות דופקות בדלת" - OCLC 457112669
- "קוביות של שוקולד" - ISBN 978-965-545-628-8
- "שקופה" - ISBN 978-965-545-358-4
- "העדי של עדי" - ISBN 978-965-448-750-4
- "מלך ההר" - ISBN 978-965-511-680-9
- "האיחור האחרון" - ISBN 978-965-511-169-9
- "קיסר השכונה" - ISBN 978-965-545-785-8
- "נקודה למחשבה" - ISBN 978-965-482-951-9
- "סדרת קוראים אלף אלף"
- "גילגולו של אפון" - OCLC 754763638
- "איילת צוללת" - OCLC 745221006
- "החברים מהמגרה השמאלית" - OCLC 233196101
- "הכל התחיל מכפתור" - ISBN 978-965-448-675-0
- "הבית שקצה העירה" - OCLC 152688801
- "יצור באמצע הלילה" - OCLC 745324144
- "אין נסיכים בשעת הסעודה" - OCLC 61660678
- "אסור להביא אחים" - OCLC 233360672
- "הילד שעמד בחלון" - OCLC 39680329